# ポプラ文庫ピュアフル
ポプラ文庫ピュアフル（ポプラぶんこピュアフル）は、株式会社ポプラ社が発行している文庫レーベル。

## 沿革と概要
2005年、ジャイブがピュアフル文庫を創刊する。
主に中・高生と青春小説好きの大人を読者対象としており、児童文学とライトノベル、一般文芸の中間的なポジションの作品がラインナップの中心を占める。10代を主人公にした小説を中心にセレクトしているのが特徴で、キャッチコピーは「心にしみる、心がふるえる 珠玉の青春セレクション」。
執筆陣は、あさのあつこや佐藤多佳子、梨屋アリエ、石井睦美、川島誠といった児童文学・YA系から、伊藤たかみ、大島真寿美、大槻ケンヂ、川西蘭、小手鞠るい、豊島ミホ、楡井亜木子、藤谷治らの青春・恋愛小説系、島田雅彦、松村栄子といった純文学系まで幅広い。翻訳家の金原瑞人や書評家の北上次郎、藤田香織、三村美衣らが巻末の解説を書いている。
また、天沢退二郎「光車よ、まわれ!」や木地雅映子「氷の海のガレオン」といった、一部に熱狂的なファンを持つ隠れた名作系の作品に目配りをしている点にも特徴がある。
主なタイトルでは「THE MANZAI」（あさのあつこ）がシリーズ累計200万部を突破したほか、川西蘭の青春スポーツ小説「セカンドウィンド」シリーズや木地雅映子の学園もの「マイナークラブハウス」シリーズ、アンソロジー「金原瑞人YAセレクション」などが注目を集めている。
2009年11月より、発売・発行元をポプラ社へ移管し、ポプラ文庫ピュアフルとして再スタートすることとなった。

## ブンゲイ・ピュアフル
2009年4月10日創刊のオンライン文芸雑誌。「カラフル文庫アンソロジー ヒント?」と同様にWebマガジンのみで展開する。
小説やエッセイを連載したり、特集を組んでインタビューや対談、書店員のメッセージ、作中用語を載せたり色々行った。
2015年3月末日をもって更新を終了した。4月1日以後は、姉妹ウェブマガジン「ウェブasta*（アスタ）」にて連載や特集ページ、新刊情報などを発信していく。